# Tiroler Fußballcup
Der Cup des Tiroler Fußballverbandes, kurz TFV-Cup genannt, ist einer von neun österreichischen Fußball-Pokalwettbewerben für Amateurmannschaften der Herren auf Verbandsebene, der vom Tiroler Fußballverband ausgerichtet und im K.-o.-System ausgetragen.
Der Pokalwettbewerb trägt den Namen TFV Tirol Cup und ist ein Qualifikationsbewerb für den ÖFB-Cup. Dieser wird derzeit – aufgrund des Bewerbssponsors – TFV-Kerschdorfer Tirol-Cup genannt.
Ein Pokalwettbewerb für Herren fand schon 1926 in Tirol statt und wurde dreimal bis 1930 ausgetragen. Danach wurde der Cup bis 1982 nicht mehr durchgeführt. Erst ab 1982 findet bis heute der Wettbewerb alljährlich statt.

## Geschichte des TFV-Cups
Anfänge bis zum Zweiten Weltkrieg
| Saison | Pokal-Sieger      | Finalist            | Resultat          |
| Tiroler Cup | Tiroler Cup       | Tiroler Cup         | Tiroler Cup       |
| --- | ----------------- | ------------------- | ----------------- |
| 1925/26 | Innsbrucker AC    | FC Wacker Innsbruck | 6:1               |
| 1926/27 | Innsbrucker AC    | FC Veldidena        | 3:1               |
| 1927/28 | nicht ausgetragen | nicht ausgetragen   | nicht ausgetragen |
| 1928/29 | Innsbrucker AC    | SV Innsbruck        | 6:1               |
| 1929/30 (1) | Innsbrucker AC    | FC Wacker Innsbruck | 1:1, 1:1          |
| 1930/31 | nicht ausgetragen | nicht ausgetragen   | nicht ausgetragen |
| (1) Das Spiel endete unentschieden, daher wurden die zwei Finalisten zu Sieger erklärt. Diese Entscheidung war jedoch nicht offiziell |                   |                     |                   |

In den Anfangszeiten des Tiroler Cups für Herrenmannschaften, zwischen 1926 und 1930, nahmen nur Vereine aus Innsbruck daran teil. Den ersten Pokalberwerb 1927 entscheidete der Innsbrucker AC durch ein 3:1 über FC Veldidena für sich. Im darauffolgenden Jahr wurde der Bewerb nicht ausgetragen. Erst wieder 1929 gewann wiederum der Innsbruck AC gegen den SV Innsbruck mit einem 6:1-Sieg.
Im Jahr 1930 gab es im ersten Spiel ein 1:1-Unentschieden zwischen dem Innsbrucker AC und dem FC Wacker Innsbruck. Im zweiten Spiel stand es ebenfalls 1:1 nach einer Verlängerung und man fand keinen Sieger zwischen den zwei Vereinen. So entschied man sich beide Teams als Sieger für diese Saison zu deklarieren, das Ergebnis als inoffiziell zu werten und den Cup über Jahre nicht mehr auszutragen.
Bundesländer-Cup
| Saison      | Pokal-Sieger      | Finalist             | Resultat          |
| Tiroler Cup | Tiroler Cup       | Tiroler Cup          | Tiroler Cup       |
| ----------- | ----------------- | -------------------- | ----------------- |
| 1949/50     | Innsbrucker SK    | Polizei SV Innsbruck | 3:1               |
| 1950/51     | Innsbrucker SK    | Innsbrucker AC       | 4:0               |
| 1951/52     | nicht ausgetragen | nicht ausgetragen    | nicht ausgetragen |
| 1951–53     | Innsbrucker AC    | Innsbrucker SK       | 5:2               |

Im Rahmen des Bundesländer-Cups wurde der Wettbewerb nach Kriegsende 1946 wieder in den meisten Bundesländern eingeführt. In Tirol wurde zwischen 1949 und 1953 drei Tiroler Pokalbewerbe organisiert, die der Innsbrucker SK und der Innsbrucker AC gewann. In den Jahren danach entschied der TFV wegen der schlechten Bedingungen, Armut in der Bevölkerung, schlechter Sportplätze und vielem mehr, keinen eigenen Pokalbewerb auszutragen.
Wiedereinführung als Anton Nöhrer Cup
| Saison | Pokal-Sieger         | Finalist          | Resultat                  |
| Anton Nöhrer Cup | Anton Nöhrer Cup     | Anton Nöhrer Cup  | Anton Nöhrer Cup          |
| --- | -------------------- | ----------------- | ------------------------- |
| 1982/83 (K1) | SC Kufstein          | SC Imst           | keine Information         |
| 1983/84 (K2) | SPG ISK/Rum          | SV Axams          | keine Information         |
| 1984/85 (K2) | SC Imst              | SV Navis          | keine Information         |
| 1985/86 (K2) | SC Imst              | SSV Neustift      | 1:1, 2:1                  |
| 1986/87 | FC Vils              | WSG Wattens       | keine Information         |
| 1987/88 (K2) | SK St. Johann        | SK Zell/Ziller    | keine Information         |
| 1988/89 (K2) | Rietzer SK           | SK Ebbs           | 1:1, 1:1, 5:4 n. E.       |
| 1989/90 (K2) | FC Kufstein Amateure | SK Ebbs           | keine Information         |
| 1990/91 | SK Rum               | FC Kufstein       | 1:1 n. V. 4:3 n. E.       |
| 1991/92 | SV Axams             | SV Volders        | keine Information (n. E.) |
| 1992/93 | SV Wörgl             | keine Information | keine Information         |
| 1993/94 | SV Wörgl             | keine Information | keine Information         |
| 1994/95 | SC Kundl             | WSG Wattens       | keine Information         |
| 1995/96 | SV Umhausen          | SV Kirchbichl     | 4:3                       |
| (K1) Änderung des Spielmodus und Umbenennung des Pokals. (K2) Das Pokalfinale wurde in einem Hin- und Rückspiel ausgetragen. |                      |                   |                           |

Für die Saison 1982/83 entschloss sich der Tiroler Fußballverband den Tiroler Fußballcup als Anton-Nöhrer-Cup wieder einzuführen. Anton Nöhrer war ein früherer Geschäftsführer des TFV. Der erste Gewinner dieses neugegründeten Bewerbes war das Team des SC Kufstein. Die Saison darauf gewann die neugegründete Spielgemeinschaft zwischen dem Innsbrucker SK und dem SK Rum, die in der Regionalliga West spielten. Der SC Imst konnte dann zweimal den Cup gewinnen. In den nächsten fünf Jahren gewannen fünf verschiedene Vereine den Pokal: FC Vils, SK St. Johann, Rietzer SK, die Amateure von FC Kufstein, SK Rum und SV Axams. 1992/93 gewann der SV Wörgl wie auch die nächste Saison den Pokal. Danach waren SC Kundl und Umhausen die Sieger.
Fohrenburger Cup
| Saison                                                   | Pokal-Sieger     | Finalist          | Resultat         |
| Fohrenburger Cup                                         | Fohrenburger Cup | Fohrenburger Cup  | Fohrenburger Cup |
| -------------------------------------------------------- | ---------------- | ----------------- | ---------------- |
| 1996/97 (K1)                                             | SV Wörgl         | SC Kundl          | 5:0              |
| 1997/98                                                  | SK Rum           | SV Axams          | 4:0              |
| 1998/99                                                  | SC Kundl         | FC Tirol Amateure | 2:1              |
| 1999/2000                                                | SC Kundl         | SV Reichenau      | 3:0              |
| 2000/01                                                  | SV Axams         | FC Kufstein       | 3:0              |
| (K1) Änderung des Spielmodus und Umbenennung des Pokals. |                  |                   |                  |

1996 wurde der Landespokal in Fohrenburger Cup umbenannt und SV Wörgl trug sich als erster Verein in die Siegerliste ein. Nach 1991 konnte auch 1998 der SK Rum, diesmal ohne Spielgemeinschaft, zum zweiten Mal den Tiroler Pokal gewinnen. Den Cupgewinn Nummer zwei und drei gelang dem SC Kundl 1999 und 2000. SV Axams gewann den Cup in der Saison 2000/01.
Anton Nöhrer Cup
| Saison                                                   | Pokal-Sieger      | Finalist         | Resultat         |
| Anton Nöhrer Cup                                         | Anton Nöhrer Cup  | Anton Nöhrer Cup | Anton Nöhrer Cup |
| -------------------------------------------------------- | ----------------- | ---------------- | ---------------- |
| 2001/02 (K1)                                             | SV Reichenau      | WSG Wattens      | 2:1              |
| 2002/03                                                  | FC Kufstein       | SC Kundl         | 3:2 n. E. (2:2)  |
| 2003/04                                                  | SPG Axams/Götzens | FC Kufstein      | 3:0 n. E. (3:3)  |
| 2004/05                                                  | SPG Axams/Götzens | FC Kufstein      | 2:0              |
| 2005/06                                                  | SPG Axams/Götzens | SV Hall          | 2:0              |
| (K1) Änderung des Spielmodus und Umbenennung des Pokals. |                   |                  |                  |

Die Spielgemeinschaft Axams/Götzens gewann den Cup zwischen der Saison 2000/01 und 2005/06 viermal die letzten drei zusammen mit einer Spielgemeinschaft mit Götzens, nur 2002 siegte die SV Reichenau und 2003 der FC Kufstein.
TFV Erich Trinkl Tirol Cup
| Saison                                                   | Pokal-Sieger               | Finalist                   | Resultat                   |
| TFV Erich Trinkl Tirol Cup                               | TFV Erich Trinkl Tirol Cup | TFV Erich Trinkl Tirol Cup | TFV Erich Trinkl Tirol Cup |
| -------------------------------------------------------- | -------------------------- | -------------------------- | -------------------------- |
| 2006/07 (K1)                                             | WSG Wattens                | SV Telfs                   | 2:0                        |
| 2007/08                                                  | WSG Wattens                | FC Kufstein                | 7:6 n. E. (3:3)            |
| (K1) Änderung des Spielmodus und Umbenennung des Pokals. |                            |                            |                            |

2006 wurde ein Sponsor gefunden, eine Firma aus dem Zillertal, und man nannte den Pokalbewerb bis 2008 Erich Trinkl Tirol-Cup. In diesem zwei Saisonen gab es einen Sieger: Die WSG Wattens konnte den Titel zweimal hintereinander gewinnen.
TFV Kerschdorfer Tirol Cup
| Saison                                                   | Pokal-Sieger                                      | Finalist                                          | Resultat                                          |
| TFV Kerschdorfer Tirol Cup                               | TFV Kerschdorfer Tirol Cup                        | TFV Kerschdorfer Tirol Cup                        | TFV Kerschdorfer Tirol Cup                        |
| -------------------------------------------------------- | ------------------------------------------------- | ------------------------------------------------- | ------------------------------------------------- |
| 2008/09 (K1)                                             | SC Schwaz                                         | FC Wacker Innsbruck II                            | 2:1                                               |
| 2009/10                                                  | FC Kufstein                                       | SPG Reichenau/Union                               | 5:3 n. E. (2:2)                                   |
| 2010/11                                                  | SC Schwaz                                         | FC Wacker Innsbruck II                            | 4:2                                               |
| 2011/12                                                  | FC Kufstein                                       | SV Reutte                                         | 4:2 n. E. (1:1)                                   |
| 2012/13                                                  | FC Kufstein                                       | SC Schwaz                                         | 4:1 n. E. (2:2)                                   |
| 2013/14                                                  | WSG Wattens                                       | FC Kitzbühel                                      | 5:1                                               |
| 2014/15                                                  | SVG Reichenau                                     | SV Innsbruck                                      | 8:7 n. E. (2:2)                                   |
| 2015/16                                                  | WSG Wattens                                       | FC Kitzbühel                                      | 3:0 n. E. (1:1)                                   |
| 2016/17                                                  | SV Wörgl                                          | FC Kitzbühel                                      | 7:6 n. E. (2:2)                                   |
| 2017/18                                                  | SC Schwaz                                         | FC Kufstein                                       | 4:3 n. E. (0:0)                                   |
| 2018/19                                                  | SC Schwaz                                         | FC Kufstein                                       | 4:1 n. E. (0:0)                                   |
| 2019/20                                                  | wegen COVID-19-Pandemie in Österreich abgebrochen | wegen COVID-19-Pandemie in Österreich abgebrochen | wegen COVID-19-Pandemie in Österreich abgebrochen |
| 2020/21                                                  | SC Schwaz                                         | FC Kitzbühel                                      | 3:0 (0:0)                                         |
| 2021/22                                                  | SV Fügen                                          | SC Imst                                           | 5:2 (2:2)                                         |
| 2022/23                                                  | SC Imst                                           | SV Oberperfuss                                    | 5:3 (2:1)                                         |
| 2023/24                                                  | SVG Reichenau                                     | FC Volders                                        | 4:0 (2:0)                                         |
| 2024/25                                                  | SVG Reichenau                                     | FC Wacker Innsbruck                               | 1:1 (0:0) 5:4 i. E.                               |
| (K1) Änderung des Spielmodus und Umbenennung des Pokals. |                                                   |                                                   |                                                   |

Für 2008/09 übernahm Kerschdorfer, eine Firma für Gartenbau, das Sponsoring für den Bewerb. In den folgenden Jahren holten sich der SC Kufstein und der SC Schwaz jeweils zweimal den Cupsieg. 2013 verteidigte der FC Kufstein den Pokal. Die WSG Wattens eroberte ihn 2014 und 2016, dazwischen die SVG Reichenau. Im Jahr 2017 konnte der SV Wörgl den Cup gewinnen. In den Jahren 2018 bis 2022 wiederholte der SC Schwaz den Erfolg von 2009 und 2011. Der SC Imst gewann den Cup 2023, die SVG Reichenau zum 3. Mal 2024.

## Bezeichnung (Sponsor)
Der Cup wird seit 1996 mit einem Sponsor im Namenszug ausgetragen. Davor wurde der Pokalbewerb einfach TFV Tiroler Cup oder seit 1982 auch Anton Nöhrer Cup, einem früheren Geschäftsführer des Tiroler Fußballverbandes, genannt. Folgende Sponsoren beziehungsweise Namensänderungen hat der Tiroler Cup in seiner Namensgebung gehabt.
- Tiroler Cup: 1926/27–1929/30
- Anton Nöhrer Cup: 1982/83–1995/96
- Fohrenburger Cup: 1996/97–2000/01 (Namensgeber: Brauerei Fohrenburg)
- Anton Nöhrer Cup: 2001/02–2005/06
- TFV-Tirol Cup: seit 2006/07
- der Sponsor ist im Namenszugs in Verbindung mit 'TFV Tirol-Cup':
  - TFV-Erich Trinkl Tirol-Cup: 2006/07–2007/08 (Namensgeber: Schlosserei Erich Trinkl)
  - TFV-Kerschdorfer Tirol-Cup: seit 2008/09 (Namensgeber: Gartenbau Kerschdorfer)

## Spielmodus, Teilnehmer und Auslosung
Der TFV-Cup wird im K.O.-System ausgetragen. Alle Runden werden in einem Spiel entschieden, bis zum Achtelfinale hat der jener Verein Heimrecht, der in der untersten Liga spielt. Sollten beide Vereine in einer Liga spielen, hat der erstgenannte Verein bei der Auslosung Heimrecht Ab dem Achtelfinale wird das Heimrecht gelost. Beim Finale gilt der Sieger des erstgezogenen Halbfinalspieles als Heimmannschaft, der Sieger des zweitgezogenen Halbfinalspiels als Auswärtsmannschaft. Steht es nach 90 Minuten Unentschieden wird der Sieger sofort (ohne Verlängerung) im Elfmeterschießen ermittelt.
- 1. Runde: Vorrunde (Vereine aus Gebietsliga, Bezirksliga, 1. Klasse und 2. Klasse)
- 2. Runde: 1. Hauptrunde (Vereine aus der Landesliga Ost und West steigen ein)
- 3. Runde: 2. Hauptrunde (Vereine aus der Tiroler Liga steigen ein)
- 4. Runde: 3. Hauptrunde (Vereine aus der Regionalliga West steigen ein)
- 5. Runde: Achtelfinale: 16 Teilnehmer
- 6. Runde: Viertelfinale: 8 Teilnehmer
- 7. Runde: Halbfinale: 4 Teilnehmer
- 8. Runde: Finale: 2 Teilnehmer

## Die Titelträger
In der Geschichte des Tiroler Cups errangen 15 verschiedene Vereine den Titel.
6 Pokalsiege
FC Kufstein
SC Kufstein: 1982/83
FC Kufstein Amateure: 1989/90
FC Kufstein: 2002/03, 2009/10, 2011/12, 2012/13
5 Pokalsiege
SC Schwaz: 2008/09, 2010/11, 2017/18, 2018/19, 2020/21
SPG Axams/Götzens: 2000/01, 2003/04, 2004/05, 2005/06
SV Axams: 1991/92
Innsbrucker AC: 1926, 1927, 1929, 1930, 1951–53
4 Pokalsiege
SVG Reichenau
SV Reichenau: 2001/02
SVG Reichenau: 2014/15, 2023/24, 2024/25
SV Wörgl: 1992/93, 1993/94, 1996/97, 2016/17
WSG Wattens: 2006/07, 2007/08, 2013/14, 2015/16
3 Pokalsiege
SC Imst: 1984/85, 1985/86, 2022/23
SC Kundl: 1994/95, 1998/99, 1999/2000
SK Rum: 1990/91, 1997/98
SPG ISK/Rum: 1983/84
2 Pokalsiege
Innsbrucker SK: 1949, 1950/51
1 Pokalsieg
SV Umhausen: 1995/96
Rietzer SK: 1988/89
SK St. Johann: 1987/88
FC Vils: 1986/87
SV Fügen: 2021/22